# Porzana rua
Porzana rua es una especie extinta de ave gruiforme de la familia Rallidae endémica de Mangaia, en las islas Cook.

## Descripción
Fue un ave de mediano tamaño y extremidades robustas, de mayor tamaño que la polluela de Tongatapu (P. tabuensis) pero con alas más pequeñas que cualquier otro miembro de Porzana, exceptuando la extinta P. astrictocarpus. En tamaño y morfología del esqueleto era similar a la polluela de la Henderson (P. atra), que probablemente deriva de la polluela chica (P. pusilla). Es probable que P. rua comparta los mismos orígenes ancestrales.
Probablemente se extinguió poco después de la llegada de los primeros polinesios a la isla, debido a la depredación y la alteración del hábitat causada por estos y la introducción de mamíferos exóticos.

## Taxonomía
Porzana rua se clasifica dentro del género Porzana, que pertenece a la familia Rallidae, una familia de aves acuáticas y semiacuáticas de tamaño medio, aunque pequeñas en comparación con el resto de Gruiformes. Las rállidas suelen tener la cola corta, robustas patas con dedos largos, plumajes discretos y el cuello más corto que las grullas. Los miembros de Porzana se caracterizan por carecer de los conspicuos escudos frontales presentes en el resto de rállidas y ser de menor tamaño.
Fue descrita científicamente por David Steadman en 1986 a partir de huesos subfósiles datados de finales del Holoceno encontrados en cuevas en la isla de Mangaia, en las islas Cook, al suroeste de Polinesia. Porzana es la latinización del término véneto sporzana usado para nombrar a las polluelas, mientras que rua, en el dialecto nativo hablado en Mangaia y Rarotonga, significa «cueva».